# 2003-as úszó-világbajnokság
A 2003-as úszó-világbajnokságot július 12. és július 27. között rendezték Spanyolországban, Barcelonában.
Szinkronúszásban a kombinációs kűr új versenyszámként került a programba. Ezzel összesen 62 versenyszámot rendeztek. Női vízilabdában 4 válogatottal bővült a mezőny, így már 16 csapat mérkőzhetett a világbajnoki címért. Összesen 157 ország 2015 versenyzője vett részt a világbajnokságon, ami az előző világbajnokságokhoz képest a legtöbb résztvevőt jelentette.

## A helyszín kiválasztása
A FINA 1999. március 30-án, Hongkongban a rövid pályás úszó-világbajnokság előtt döntött a rendezővárosról. Montréal, Long Beach és Barcelona nyújtott be pályázatot. Közülük az utóbbi az első körben megszerezte a szükséges voksokat.

## Magyar versenyzők eredményei
Magyarország a világbajnokságon 60 sportolóval képviseltette magát, akik összesen 1 arany-, 4 ezüst-, és 1 bronzérmet nyertek.

### Érmesek
| Érem      | Versenyző | Versenyszám | Versenyszám                   | Dátum |
| --------- | --- | ----------- | ----------------------------- | ----- |
| Aranyérem | Férfi vízilabda-válogatott Benedek Tibor Biros Péter Fodor Rajmund Gergely István Kásás Tamás Kiss Gergely Madaras Norbert Molnár Tamás Steinmetz Barnabás Szécsi Zoltán Varga Tamás Varga Zsolt Vári Attila Szövetségi kapitány: Kemény Dénes | Vízilabda   | Férfi vízilabda               |       |
| Ezüstérem | Cseh László | Úszás       | Férfi 400 méteres vegyesúszás |       |
| Ezüstérem | Risztov Éva | Úszás       | Női 400 méteres gyorsúszás    |       |
| Ezüstérem | Risztov Éva | Úszás       | Női 200 méteres pillangóúszás |       |
| Ezüstérem | Risztov Éva | Úszás       | Női 400 méteres vegyesúszás   |       |
| Bronzérem | Flaskay Mihály | Úszás       | Férfi 50 méteres mellúszás    |       |

## Éremtáblázat
Jelmagyarázat:
| Spanyolország (rendező ország) | Magyarország |

| Helyezés | Nemzet                    | Arany | Ezüst | Bronz | Összesen |
| 1        | Amerikai Egyesült Államok | 12    | 13    | 6     | 31       |
| 2        | Oroszország               | 10    | 5     | 6     | 21       |
| 3        | Ausztrália                | 8     | 12    | 6     | 26       |
| 4        | Kína                      | 7     | 4     | 8     | 19       |
| 5        | Németország               | 5     | 6     | 5     | 16       |
| 6        | Japán                     | 3     | 3     | 3     | 9        |
| 7        | Hollandia                 | 3     | 2     | 2     | 7        |
| 8        | Egyesült Királyság        | 2     | 3     | 3     | 8        |
| 9        | Ukrajna                   | 2     | 3     | 2     | 7        |
| 10       | Olaszország               | 2     | 2     | 1     | 5        |
| 11       | Kanada                    | 2     | 0     | 1     | 3        |
| 12       | Magyarország              | 1     | 4     | 1     | 6        |
| 13       | Spanyolország             | 1     | 2     | 3     | 6        |
| 14       | Lengyelország             | 1     | 1     | 0     | 2        |
| 15       | Franciaország             | 1     | 0     | 2     | 3        |
| 16       | Finnország                | 1     | 0     | 1     | 2        |
| 17       | Fehéroroszország          | 1     | 0     | 0     | 1        |
| 18       | Csehország                | 0     | 2     | 0     | 2        |
| 19       | Szlovákia                 | 0     | 1     | 1     | 2        |
| 20       | Dánia                     | 0     | 1     | 0     | 1        |
| 20       | Horvátország              | 0     | 1     | 0     | 1        |
| 22       | Románia                   | 0     | 0     | 2     | 2        |
| 23       | Bulgária                  | 0     | 0     | 1     | 1        |
| 23       | Mexikó                    | 0     | 0     | 1     | 1        |
| 23       | Szerbia és Montenegró     | 0     | 0     | 1     | 1        |
| 23       | Dél-afrikai Köztársaság   | 0     | 0     | 1     | 1        |
| 23       | Svédország                | 0     | 0     | 1     | 1        |
| 23       | Tunézia                   | 0     | 0     | 1     | 1        |
| Összes   | Összes                    | 62    | 65    | 59    | 186      |

- A férfi 100 m-es hátúszásban 2 ezüstérmet osztottak ki, bronzérmes nem volt.
- A női 100 m-es hátúszásban 2 ezüstérmet osztottak ki, bronzérmes nem volt.
- A szinkronúszás, kombináció versenyszámában 2 ezüstérmet osztottak ki, bronzérmes nem volt.

## Eredmények

### Úszás
- WR – világrekord (World Record)
- CR – világbajnoki rekord (világbajnokságokon elért eddigi legjobb eredmény) (Championship Record)

#### Férfi
| Versenyszám               | Arany                                                                         | Arany      | Ezüst                                                                                 | Ezüst    | Bronz                                                                              | Bronz    |
| ------------------------- | ----------------------------------------------------------------------------- | ---------- | ------------------------------------------------------------------------------------- | -------- | ---------------------------------------------------------------------------------- | -------- |
| 50 m-es gyorsúszás        | Alekszandr Popov · Oroszország                                                | 21,92 CR   | Mark Foster · Egyesült Királyság                                                      | 22,20    | Pieter van den Hoogenband · Hollandia                                              | 22,29    |
| 100 m-es gyorsúszás       | Alekszandr Popov · Oroszország                                                | 48,42      | Pieter van den Hoogenband · Hollandia                                                 | 48,68    | Ian Thorpe · Ausztrália                                                            | 48,77    |
| 200 m-es gyorsúszás       | Ian Thorpe · Ausztrália                                                       | 1:45,14    | Pieter van den Hoogenband · Hollandia                                                 | 1:46,43  | Grant Hackett · Ausztrália                                                         | 1:46,85  |
| 400 m-es gyorsúszás       | Ian Thorpe · Ausztrália                                                       | 3:42,58    | Grant Hackett · Ausztrália                                                            | 3:45,17  | Dragoș Coman · Románia                                                             | 3:46,87  |
| 800 m-es gyorsúszás       | Grant Hackett · Ausztrália                                                    | 7:43,82    | Larsen Jensen · Egyesült Államok                                                      | 7:48,09  | Igor Cservnyiszki · Ukrajna                                                        | 7:53,15  |
| 1500 m-es gyorsúszás      | Grant Hackett · Ausztrália                                                    | 14:43,14   | Igor Cservnyiszki · Ukrajna                                                           | 15:01,04 | Erik Vendt · Egyesült Államok                                                      | 15:01,28 |
|                           |                                                                               |            |                                                                                       |          |                                                                                    |          |
| 50 m-es hátúszás          | Thomas Rupprath · Németország                                                 | 24,80 WR   | Matt Welsh · Ausztrália                                                               | 25,01    | Gerhard Zandberg · Dél-afrikai Köztársaság                                         | 25,07    |
| 100 m-es hátúszás         | Aaron Peirsol · Egyesült Államok                                              | 53,61 CR   | Arkady Vyatchanin · Oroszország · Matt Welsh · Ausztrália                             | 53,92    | nem adták ki                                                                       |          |
| 200 m-es hátúszás         | Aaron Peirsol · Egyesült Államok                                              | 1:55,92    | Gordan Kozulj · Horvátország                                                          | 1:57,47  | Simon Dufour · Franciaország                                                       | 1:57,90  |
|                           |                                                                               |            |                                                                                       |          |                                                                                    |          |
| 50 m-es mellúszás         | James Gibson · Egyesült Királyság                                             | 27,56      | Oleg Lisogor · Ukrajna                                                                | 27,74    | Flaskay Mihály · Magyarország                                                      | 27,79    |
| 100 m-es mellúszás        | Kitadzsima Kószuke · Japán                                                    | 59,78 WR   | Brendan Hansen · Egyesült Államok                                                     | 1:00,21  | James Gibson · Egyesült Királyság                                                  | 1:00,37  |
| 200 m-es mellúszás        | Kitadzsima Kószuke · Japán                                                    | 2:09,42 WR | Ian Edmond · Egyesült Királyság                                                       | 2:10,92  | Brendan Hansen · Egyesült Államok                                                  | 2:11,11  |
|                           |                                                                               |            |                                                                                       |          |                                                                                    |          |
| 50 m-es pillangóúszás     | Matt Welsh · Ausztrália                                                       | 23,43 WR   | Ian Crocker · Egyesült Államok                                                        | 23,62    | Jevgenyij Korotyszkin · Oroszország                                                | 23,73    |
| 100 m-es pillangóúszás    | Ian Crocker · Egyesült Államok                                                | 50,98 WR   | Michael Phelps · Egyesült Államok                                                     | 51,10    | Andrej Szerdinov · Ukrajna                                                         | 51,59    |
| 200 m-es pillangóúszás    | Michael Phelps · Egyesült Államok                                             | 1:54,35    | Jamamoto Takasi · Japán                                                               | 1:55,52  | Thomas Malchow · Egyesült Államok                                                  | 1:55,66  |
|                           |                                                                               |            |                                                                                       |          |                                                                                    |          |
| 200 m-es vegyesúszás      | Michael Phelps · Egyesült Államok                                             | 1:56,04 WR | Ian Thorpe · Ausztrália                                                               | 1:59,66  | Massimiliano Rosolino · Olaszország                                                | 1:59,71  |
| 400 m-es vegyesúszás      | Michael Phelps · Egyesült Államok                                             | 4:09,09 WR | Cseh László · Magyarország                                                            | 4:10,79  | Uszáma el-Mellúli · Tunézia                                                        | 4:15,36  |
|                           |                                                                               |            |                                                                                       |          |                                                                                    |          |
| 4 × 100 m-es gyorsváltó   | Oroszország · Andrei Kapralov · Ivan Usov · Denis Pimankov · Alekszandr Popov | 3:14,06    | Egyesült Államok · Scott Tucker · Neil Walker · Ryan Wochomurka · Jason Lezak         | 3:14,80  | Franciaország · Romain Barnier · Julien Sicot · Fabien Gilot · Frederick Bousquet  | 3:15,66  |
| 4 × 200 m-es gyorsváltó   | Ausztrália · Grant Hackett · Craig Stevens · Nicholas Sprenger · Ian Thorpe   | 7:08,58    | Egyesült Államok · Michael Phelps · Nate Dusing · Aaron Peirsol · Klete Keller        | 7:10,26  | Németország · Johannes Oesterling · Lars Conrad · Stefan Herbst · Christian Keller | 7:14,02  |
| 4 × 100 m-es vegyes váltó | Egyesült Államok · Aaron Peirsol · Brendan Hansen · Ian Crocker · Jason Lezak | 3:31,54 WR | Oroszország · Arkady Vyatchanin · Roman Ivanovski · Igor Marchenko · Alekszandr Popov | 3:34,72  | Japán · Morita Tomomi · Kitadzsima Kószuke · Jamamoto Takasi · Hoszokava Daiszuke  | 3:36,12  |

#### Női
| Versenyszám               | Arany                                                                                   | Arany       | Ezüst                                                                               | Ezüst    | Bronz                                                                      | Bronz    |
| ------------------------- | --------------------------------------------------------------------------------------- | ----------- | ----------------------------------------------------------------------------------- | -------- | -------------------------------------------------------------------------- | -------- |
| 50 m-es gyorsúszás        | Inge de Bruijn · Hollandia                                                              | 24,47       | Alice Mills · Ausztrália                                                            | 25,07    | Libby Lenton · Ausztrália                                                  | 25,08    |
| 100 m-es gyorsúszás       | Hanna-Maria Seppälä · Finnország                                                        | 54,37       | Jodie Henry · Ausztrália                                                            | 54,58    | Jenny Thompson · Egyesült Államok                                          | 54,65    |
| 200 m-es gyorsúszás       | Alena Popchanka · Fehéroroszország                                                      | 1:58,32     | Martina Moravcova · Szlovákia                                                       | 1:58,44  | Yang Yu · Kína                                                             | 1:58,54  |
| 400 m-es gyorsúszás       | Hannah Stockbauer · Németország                                                         | 4:06,75     | Risztov Éva · Magyarország                                                          | 4:07,24  | Diana Munz · Egyesült Államok                                              | 4:07,67  |
| 800 m-es gyorsúszás       | Hannah Stockbauer · Németország                                                         | 8:23,66 CR  | Diana Munz · Egyesült Államok                                                       | 8:24,19  | Rebecca Cooke · Egyesült Királyság                                         | 8:28,45  |
| 1500 m-es gyorsúszás      | Hannah Stockbauer · Németország                                                         | 16:00,18 CR | Hayley Peirsol · Egyesült Államok                                                   | 16:09,64 | Jana Henke · Németország                                                   | 16:10,13 |
|                           |                                                                                         |             |                                                                                     |          |                                                                            |          |
| 50 m-es hátúszás          | Nina Zsivanyevszkaja · Spanyolország                                                    | 28,48 CR    | Ilona Hlavackova · Csehország                                                       | 28,50    | Inada Noriko · Japán                                                       | 28,62    |
| 100 m-es hátúszás         | Antje Buschschulte · Németország                                                        | 1:00,50     | Louise Ornstedt · Dánia · Katy Sexton · Egyesült Királyság                          | 1:00,86  | nem adták ki                                                               |          |
| 200 m-es hátúszás         | Katy Sexton · Egyesült Királyság                                                        | 2:08,74     | Margaret Hoelzer · Egyesült Államok                                                 | 2:09,24  | Sztaniszlava Komarova · Oroszország                                        | 2:10,17  |
|                           |                                                                                         |             |                                                                                     |          |                                                                            |          |
| 50 m-es mellúszás         | Xuejuan Luo · Kína                                                                      | 30,67       | Brooke Hanson · Ausztrália                                                          | 31,13    | Zoe Baker · Egyesült Királyság                                             | 31,37    |
| 100 m-es mellúszás        | Xuejuan Luo · Kína                                                                      | 1:06,80     | Amanda Beard · Egyesült Államok                                                     | 1:07,42  | Leisel Jones · Ausztrália                                                  | 1:07,47  |
| 200 m-es mellúszás        | Amanda Beard · Egyesült Államok                                                         | 2:22,99 WR  | Leisel Jones · Ausztrália                                                           | 2:24,33  | Hui Qi · Kína                                                              | 2:25,78  |
|                           |                                                                                         |             |                                                                                     |          |                                                                            |          |
| 50 m-es pillangóúszás     | Inge de Bruijn · Hollandia                                                              | 25,84 CR    | Jenny Thompson · Egyesült Államok                                                   | 26,00    | Anna-Karin Kammerling · Svédország                                         | 26,06    |
| 100 m-es pillangóúszás    | Jenny Thompson · Egyesült Államok                                                       | 57,96       | Otylia Jedrzejczak · Lengyelország                                                  | 58,22    | Martina Moravcova · Szlovákia                                              | 58,24    |
| 200 m-es pillangóúszás    | Otylia Jeędrzejczak · Lengyelország                                                     | 2:07,56     | Risztov Éva · Magyarország                                                          | 2:07,68  | Nakanisi Júko · Japán                                                      | 2:08,08  |
|                           |                                                                                         |             |                                                                                     |          |                                                                            |          |
| 200 m-es vegyesúszás      | Jana Klocskova · Ukrajna                                                                | 2:10,75     | Alice Mills · Ausztrália                                                            | 2:12,75  | Yafei Zhou · Kína                                                          | 2:12,92  |
| 400 m-es vegyesúszás      | Jana Klocskova · Ukrajna                                                                | 4:36,74     | Risztov Éva · Magyarország                                                          | 4:37,39  | Beatrice Caslaru · Románia                                                 | 4:41,86  |
|                           |                                                                                         |             |                                                                                     |          |                                                                            |          |
| 4 × 100 m-es gyorsváltó   | Egyesült Államok · Natalie Coughlin · Lindsay Benko · Rhiannon Jeffrey · Jenny Thompson | 3:38,09     | Németország · Petra Dallmann · Katrin Meissner · Antje Buschschulte · Sandra Völker | 3:38,73  | Ausztrália · Lisbeth Lenton · Elka Graham · Jodie Henry · Alice Mills      | 3:38,83  |
| 4 × 200 m-es gyorsváltó   | Egyesült Államok · Lindsay Benko · Rachel Komisarz · Rhiannon Jeffrey · Diana Munz      | 7:55,70 CR  | Ausztrália · Elka Graham · Linda Mackenzie · Kirsten Thompson · Alice Mills         | 7:58,42  | Kína · Yafei Zhou · Yanwei Xu · Jiaying Pang · Jü Jang                     | 7:58,53  |
| 4 × 100 m-es vegyes váltó | Kína · Shu Zhan · Xuejuan Luo · Yafei Zhou · Jü Jang                                    | 3:59,89 CR  | Egyesült Államok · Natalie Coughlin · Amanda Beard · Jenny Thompson · Lindsay Benko | 4:00,83  | Ausztrália · Giaan Rooney · Leisel Jones · Jessicah Schipper · Jodie Henry | 4:01,37  |

### Hosszútávúszás

#### Férfi
| Versenyszám             | Arany                           | Arany     | Ezüst                        | Ezüst     | Bronz                           | Bronz     |
| ----------------------- | ------------------------------- | --------- | ---------------------------- | --------- | ------------------------------- | --------- |
| 5 km-es hosszútávúszás  | Evgueni Kochkarov · Oroszország | 53:11,9   | Christian Hein · Németország | 53:13,9   | Vladimir Dyatchin · Oroszország | 53:14,8   |
| 10 km-es hosszútávúszás | Vladimir Dyatchin · Oroszország | 1:50:58,8 | Christian Hein · Németország | 1:51:06,5 | David Meca · Spanyolország      | 1:51:08,4 |
| 25 km-es hosszútávúszás | Jurij Koudinov · Oroszország    | 5:02:20,0 | David Meca · Spanyolország   | 5:02:20,4 | Petar Sztojcsev · Bulgária      | 5:02:20,6 |

#### Női
| Versenyszám             | Arany                      | Arany     | Ezüst                       | Ezüst     | Bronz                       | Bronz     |
| ----------------------- | -------------------------- | --------- | --------------------------- | --------- | --------------------------- | --------- |
| 5 km-es hosszútávúszás  | Viola Valli · Olaszország  | 57:01,2   | Jana Pechanova · Csehország | 57:03,9   | Britta Kamrau · Németország | 57:06,4   |
| 10 km-es hosszútávúszás | Viola Valli · Olaszország  | 1:59:49,9 | Angela Maurer · Németország | 1:59:51,1 | Edith Van Dijk · Hollandia  | 1:59:53,0 |
| 25 km-es hosszútávúszás | Edith Van Dijk · Hollandia | 5:35:43,5 | Britta Kamrau · Németország | 5:35:46,1 | Angela Maurer · Németország | 5:35:46,5 |

### Műugrás

#### Férfi
| Versenyszám           | Arany                                             | Arany  | Ezüst                                     | Ezüst  | Bronz                                            | Bronz  |
| --------------------- | ------------------------------------------------- | ------ | ----------------------------------------- | ------ | ------------------------------------------------ | ------ |
| 1 m-es műugrás        | Xiang Xu · Kína                                   | 431,94 | Kenan Wang · Kína                         | 412,41 | Joona Puhakka · Finnország                       | 391,26 |
| 3 m-es műugrás        | Alexander Dobroszkok · Oroszország                | 788,37 | Bo Peng · Kína                            | 780,84 | Dmitrij Szautyin · Oroszország                   | 776,64 |
| 10 m-es toronyugrás   | Alexandre Despatie · Kanada                       | 716,91 | Mathew Helm · Ausztrália                  | 697,74 | Liang Tian · Kína                                | 696,06 |
| 3 m-es szinkronugrás  | Oroszország · Alexander Dobroskok · Dmitry Sautin | 369,18 | Kína · Tianling Wang · Feng Wang          | 343,29 | Németország · Andreas Wels · Tobias Schellenberg | 334,44 |
| 10 m-es szinkronugrás | Ausztrália · Mathew Helm · Robert Newbery         | 384,60 | Ukrajna · Roman Volodkov · Anton Zakharov | 372,60 | Kína · Liang Tian · Jia Hu                       | 367,14 |

#### Női
| Versenyszám           | Arany                           | Arany  | Ezüst                                       | Ezüst  | Bronz                                                    | Bronz  |
| --------------------- | ------------------------------- | ------ | ------------------------------------------- | ------ | -------------------------------------------------------- | ------ |
| 1 m-es műugrás        | Irina Lashko · Ausztrália       | 299,97 | Conny Schmalfuss · Németország              | 296,13 | Blythe Hartley · Kanada                                  | 291,33 |
| 3 m-es műugrás        | Jingjing Guo · Kína             | 617,94 | Julia Pahalina · Oroszország                | 611,58 | Minxia Wu · Kína                                         | 589,80 |
| 10 m-es toronyugrás   | Emilie Heymans · Kanada         | 597,45 | Lishi Lao · Kína                            | 595,56 | Li Na · Kína                                             | 563,43 |
| 3 m-es szinkronugrás  | Kína · Minxia Wu · Jingjing Guo | 357,30 | Oroszország · Julia Pakhalina · Vera Ilyina | 321,24 | Mexikó · Paola Espinosa · Laura Sánchez Soto             | 299,64 |
| 10 m-es szinkronugrás | Kína · Lishi Lao · Ting Li      | 344,58 | Ausztrália · Loudy Tourky · Lynda Dackiw    | 323,34 | Oroszország · Evgenya Olshevskaya · Svetlana Timoshinina | 300,12 |

### Szinkronúszás
| Versenyszám     | Arany                                | Arany  | Ezüst                                                 | Ezüst  | Bronz                                           | Bronz  |
| --------------- | ------------------------------------ | ------ | ----------------------------------------------------- | ------ | ----------------------------------------------- | ------ |
| Egyéni          | Virginie Dedieu · Franciaország      | 99,251 | Anastasia Ermakova · Oroszország                      | 97,417 | Gemma Mengual · Spanyolország                   | 97,334 |
| Páros           | Japán · Tacsibana Mija · Takeda Miho | 98,910 | Oroszország · Anastasia Davydova · Anastasia Ermakova | 93,390 | Kanada · Claire Carvers-Dias · Fanny Letourneau | 96,704 |
| Csapat          | Oroszország                          | 99,500 | Japán                                                 | 98,333 | Egyesült Államok                                | 97,500 |
| Kombinációs kűr | Japán                                | 98,500 | Oroszország · Egyesült Államok                        | 97,333 | nem adták ki                                    |        |

### Vízilabda
| Versenyszám             | Arany            | Ezüst       | Bronz       |
| ----------------------- | ---------------- | ----------- | ----------- |
| Férfi Döntő: július 26. | Magyarország     | Olaszország | Montenegró  |
| Női Döntő: július 25.   | Egyesült Államok | Olaszország | Oroszország |